# Saint-Père (Yonne)
Saint-Père je obec ve burgundském departementu Yonne v národním parku Morvan, asi 1,5 km jihovýchodně od poutního místa Vézelay. Hlavní dominantou vsi je gotický kostel Panny Marie postavený během 13. až 15. století s 50 metrů vysokou věží. Kousek od kostela je místní archeologické muzeum s nálezy keramiky, mincí a sošek z archeologických vykopávek římských lázní a chrámu.